# Vasile Bumbăcea
Vasile Bumbăcea (1924  - 1999) a fost un om politic comunist român care a fost, între alte funcții, ministrul Construcțiilor Industriale. 
Prin Hotărârea 1319 din 11 iunie 1969, Consiliul de Miniștri a decis eliberarea lui Vasile Bumbăcea din funcția de vicepreședinte al Comitetului de Stat pentru Construcții, Arhitectură și Sistematizare și numirea sa în funcția de vicepreședinte al Comitetului de Stat pentru Economia și Administrația Locală.
Prin Hotărârea 1966 din 11 octombrie 1969 Vasile Bumbăcea a fost eliberat din funcția de vicepresedinte al Comitetului de Stat pentru Economia și Administrația Locală și a fost numit în funcția de adjunct al ministrului transporturilor
În februarie 1972, la indicația conducerii, s-a constituit un colectiv pentru proiectarea metroului din București, compus din aproape 30 de specialiști, din diferite ministere, institute de studii și cercetări, învățământul superior și întreprinderi de construcții, colectiv condus de Vasile Bumbăcea, adjunctul ministrului transporturilor și telecomunicațiilor. Colectivul a prezentat, în cursul anului 1972, propunerile sale, organelor de stat și în decembrie 1973, secretarului general, Nicolae Ceaușescu.
În perioada 18 martie 1975 - 22 noiembrie 1977, Vasile Bumbăcea a făcut parte din Guvernul Manea Mănescu (2), fiind Ministrul Construcțiilor Industriale.
Prin Decretul Nr. 222 din 21 septembrie 1981, Vasile Bumbăcea a fost numit în funcția de vicepreședinte al Comitetului de Stat al Planificării, funcție din care este eliberat prin Decretul nr. 137 din 19 mai 1983.

## Distincții
- Ordinul Muncii clasa a III-a (12 august 1959) „pentru merite deosebite în opera de construire a socialismului”[8]
- Ordinul „23 August” clasa a IV-a (10 august 1964) „pentru merite deosebite în opera de construire a socialismului, cu prilejul celei de a XX-a aniversări a eliberării patriei”[9]
- Ordinul „Steaua Republicii Socialiste România” clasa a III-a (1971) „pentru merite deosebite în opera de construire a socialismului, cu prilejul aniversării a 50 de ani de la constituirea Partidului Comunist Român”[10]